# Рат за шпанско наслеђе
Рат за шпанско наслеђе (1701—1714) је био сукоб великих размера који је избио у Европи након смрти последњег шпанског краља из династије Хабзбург, Карлоса II. Карлос II је за свог наследника одредио Филипа, војводу од Анжуја — унука француског краља Луја XIV — који је на крају и постао Филип V од Шпаније. Ратни сукоб се споро развијао а главни узрок је била жеља Леополда I Хабзбуршког да заштити права своје династије на шпански престо. Како је Лујева експанзионистичка политика постајала све агресивнија и друге европске државе (пре свега Енглеска и Уједињене провинције) стале су на аустријску страну да би спречиле претерано јачање Француске. Друге државе прикључивале су се коалицији против Француске и Шпаније да би добиле нове територије или заштитиле постојеће поседе. Током овог рата око 400.000 људи је изгубило живот. Рат није вођен само у Европи већ и у Северној Америци где је био познат као Рат краљице Ане. У рату су учествовали и шпански гусари и корсари са обала око Кариба (Флорида, Мексико, централна Америка и северна обала Јужне Америке).
Рат је трајао преко десет година, и обележиле су га војсковође као што су војвода од Вилара и војвода од Бервика на француској страни, војвода од Молбороа на енглеској страни и принц Еуген Савојски на аустријској страни. Рат је завршен споразумима у Утрехту (1713) и Раштату (1714). Резултат овог рата је био долазак династије Бурбона на шпански престо у лику Филипа V, који се међутим, одрекао права наследства француске круне како би се избегла могућност уједињења Француске и Шпаније. Аустрија је добила највећи део шпанских територија у Италији и Низоземској. Последица је била крај француске хегемоније на европском копну а идеја о равнотежи сила је постала основа међународног поретка споразумом у Утрехту.

## Позадина сукоба
Карлос II од Шпаније, син Филипа IV од Шпаније није имао деце ни браће а већ је био у позним годинама па се постављало питање ко ће наследити његове поседе који су се простирали од Филипина, преко Италије и Сицилије до Северне и Јужне Америке.
Право на шпански престо су полагале две краљевске династије: француски Бурбони и аустријски Хабзбурзи.
Најдиректнији и најлегитимнији наследник је био дофен Луј, једини законски син француског краља Луја XIV и шпанске принцезе, Марије Терезе, најстарије ћерке шпанског краља Филипа IV и полусестре Карлоса II. Такође, Луј XIV је био блиски рођак своје жене, Марије Терезе и Карлоса II, пошто је његова мајка, шпанска принцеза Ана од Аустрије, била сестра Филипа IV. Дофен је био виђен као незгодан избор јер би тако наследио и француски и шпански престо и поседе, те би имао контролу над огромним царством које би запретило равнотежи сила у Европи.
С друге стране, Леополд I Хабзбуршки, цар Светог римског царства, такође је имао наследна права. Био је син Марије Ане, млађе сестре Филипа IV, а 1666. се оженио Маргаретом Терезом, млађом ћерком Филипа IV а ниједна од њих се није одрекла својих наследних права. Даље, Филип IV је својим тестаментом завештао свој престо Хабзбурговцима. Овај кандидат такође је представљао опасност по равнотежу сила у Европи, с обзиром да би са њим на шпанском престолу дошло до поновног уједињења моћног шпанско-аустријског царства 16. века.
Године 1668, само три године након ступања Карлоса II на шпански престо, Леополд, који тада није имао деце, склопио је споразум о подели Шпаније између Бурбона и Хабзбурговаца упркос тестаменту Филипа IV којим је целокупно шпанско наслеђе било завештано управо њему. Међутим, када је 1689. године Вилијам III од Енглеске затражио од Леополда да му помогне у Рату Велике алијансе против Француске, променио је мишљење и полагао је право на престо неподељеног шпанског царства.
Постојао је још један кандидат на шпански престо — кнез-изборник, Јозеф Фердинанд од Баварске, који је рођен 1692. Јозеф је био Леополдов унук, син Леополдове кћерке Марије Антоније, тако да није припадао линији Хабзбурговаца него династији Вителсбах. Његова мајка, Марија Антонија, била је Леополдова кћерка из његовог брака са кћерком Филипа IV од Шпаније, Маргаретом Терезом. Како Јозеф није био ни Бурбон ни Хабзбург, тако да су шансе за спајање Шпаније било са Француском или са Аустријом било прилично мале. Иако су и Леополд и Луј били спремни да бране интересе својих наследника, баварски принц је и даље био најбезазленији кандидат, те су га због тога подржале Енглеска и Холандија. Осим тога, Јозеф Фердинанд би био законски наследник шпанског престола према вољи Филипа IV.

## Преговори
У жељи да сачува равнотежу на континенту, енглески краљ, Вилијам III је предложио Лују да се Шпанија, западноиндијска острва, Сардинија и шпанска Низоземска препусте Јозефу Фердинанду, изборном кнезу Баварске а да француски дофен добије две тосканске луке и Краљевство Сицилије и Напуљско краљевство, док би надбискупа Карла умирили Миланским војводством. Луј је овај предлог прихватио потписавши са Вилијамом уговор 11. октобра 1698. године док је Леополд овај споразум енергично одбацио.
Како би спречио распарчавање империје Карлос је 14. новембра 1698. сачинио тестамент којим је изборног кнеза Баварске прогласио за јединог наследника али је кнез умро 5. фебруара 1699.
Луј је понудио нови споразум. По овом споразуму дофен би добио две тосканске луке, Краљевину Двеју Сицилија и Лоренско војводство, док би војводи од Лорене на име накнаде било дато Миланско војводство. Карлос је одбио сваку поделу Шпаније а Леополд је подржао његов став надајући се да ће све припасти његовом сину.
Шпански краљ је као ватрени католик затражио савет од папе. Папа Иноћентије XII је 27. септембра 1700. одговорио да би најбоље најбоље било завештати шпанско царство неком принцу из породице Бурбона који би се притом одрекао свих права на француски престо. Француска дипломатија показала се вештијом од аустријске и у Риму и у Мадриду. Енглески амбасадор у Мадриду известио је да је општа наклоност у Шпанији на страни Француза. Првог октобра Карлос је потписао тестамент којим је све територије завештао Филипу, војводи од Анжуја, другом дофеновом сину под условом да уколико Филип наследи француску круну, шпански престо онда припадне његовом брату, војводи од Берија.
Карлос је умро 1. новембра. У овим данима Луј је био неодлучан. Знао је да ће се цар противити као и да ће га подржати Енглеска и Уједињене провинције. Поједини историчари напомињу да је Луј имао мирољубиве намере. Он је свом амбасадору у Холандији наложио да убеди великог магистрата да је он спреман да се придржава обећања које је дао и да неће прихватити ниједну евентуалну понуду. Шестог октобра Луј је послао Леополду позив да прихвати други споразум о подели Шпаније. Леополд је одбио и од тада је Луј споразум сматрао неважећим.
Одмах након Карлосове смрти шпанска хунта (регенство) је послала гласника у Париз да обавести Луја да ће његов унук бити изабран за шпанског краља чим дође и положи заклетву. Шпанском амбасадору у Паризу је наложено да у случају одбијања одмах пошаље гласника у Беч и исти предлог да надвојводи.
Деветог новембра у стану мадам де Ментнон одржано је саветовање на које је Луј позвао престолонаследника, свог канцелара Поншартрена, војводу од Бовилијеа и министра иностраних послова, маркиза од Торсија и упитао их за савет. Бовилије је саветовао да се позив одбије, јер је знао да би евентуално прихватање довело до рата са коалицијом Аустрије, Енглеске и Уједињених провинција истичући да Француска није способна за такав напор. Маркиз од Торсија је, међутим, био за прихватање јер је по његовом мишљењу рат неизбежан, прихватио Луј целу Шпанију или само део предвиђен Лондонским споразумом из 1700. Аустрија ће ратовати за што повољнију поделу исто као што ће ратовати против тестамента. Осим тога ако краљ одбије понуду цар ће је највероватније прихватити.
После три дана разматрања Луј је саопштио шпанским представницима прихватање понуде. Шеснаестог новембра у Версају представио је војводу од Анжуја:
Господо, овде видите краља Шпаније. Његово порекло га је позвало тој круни;  преминули краљ је тако наредио у свом тестаменту; цела нација то жели и усрдно ме преклиње да дам свој пристанак. Таква је жеља с неба; испуњавам је са радошћу.
Будућем шпанском суверену је рекао:
Буди добар Шпанац, то је сада твоја прва дужност. Али запамти да си рођен као Француз и одржавај јединство своје две нације. То је начин да их учиниш срећним и сачуваш мир у Европи.
Шпански амбасадор је клекнуо пред будућим краљем и изговорио чувене речи које је Волтер грешком приписао Лују XIV: „Нема више Пиринеја!“ (фр. Il n'y a plus de Pyrénées).
Карлос је умро 1. новембра 1700, а већ 24. новембра исте године, Луј XIV је прогласио Филипа Анжујског краљем Шпаније. Нови краљ, Филип V, постао је краљ целокупног шпанског царства, супротно од предвиђеног Лондонским споразумом. Вилијам III од Енглеске, није био у могућности да објави рат Француској јер није имао подршку елите која је одрађивала ток политике како у Енглеској тако иу Уједињеним провинцијама. Зато је невољко признао Филипа за краља у априлу 1701. године.
Лујеви наредни потези узнемиравали су Европу. Првог фебруара 1701. приморао је парламент да озваничи краљевски декрет којим се коначна права Филипа и његове лозе задржавају за круну Француске. То нужно није значило да је намера била да се две земље уједине. Заправо вероватно је хтела да се сачува могућност да уколико француски престо остане упражњен Филип или неко од његових потомака може да се одрекне шпанске зарад прихватања француске круне.
Убрзо су Лујеве агресивне намере постале очигледне, јер је укинуо трговачке повластице које су имали Енглези и Холанђани. Затим је избацио холандске гарнизоне из Шпанске Низоземске (по споразуму са Шпанијом а зарад сопствене безбедности Холанђани су имали право да држе гарнизоне у неколико пограничних градова у Шпанској Низоземски). Луј се 5. фебруара споразумео са изборним кнезом Баварске, који је тада контролисао шпанску Низоземску, да француске трупе умарширају у ове гарнизоне што је и учињено, а холандски гарнизони су морали да се евакуишу. Шпански амбасадор у Хагу обавестио је сталешку скупштину да је то учињено по вољи шпанске владе. Сталешка скупштина се покорила али је и Холанђанима и Енглезима било јасно да Велика алијанса мора да се обнови.
У августу Шпанија је Француској одобрила уносни асијенто (шп. asiento) којим је Француској омогућено да испоручује робове шпанским колонијама. Намера Француске да искористи свој доминантни утицај у Шпанији и да преузме шпанску трговину на три континента узнемирио је друге европске трговачке силе.
Седмог септембра 1701. године, представници Енглеске, Уједињених провинција и Царства потписали су Хашки споразум формирајући тако другу Велику алијансу. Овај споразум је у свом другом члану истицао потребу да се задовоље царева права на шпанско наслеђе како би се очувао мир у Европи. Овај споразум је признавао Филипа V као краља Шпаније, међутим, такође је заступао аустријске тежње. Аустријски цар је требало да добије шпанске поседе у Италији, Холандији, Белгији и Луксембургу. Уговорене стране су се обавезале да не предузимају сепаратне преговоре, да не потписују сепаратне уговоре, да раде на спречавању уједињења шпанске и француске круне као и развитак француске трговине са шпанским колонијама у Америци, да бране и чувају освојене територије које Енглеска и Уједињене провинције заузму на шпанској територији на Западноиндијским острвима. Француској су дата два месеца да прихвати ове услове. Луј је објавио да га част обавезује да брани тестамент Карлоса II и вољу шпанског народа да Шпанско царство остане неподељено.
Неколико дана након потписивања споразума, бивши краљ Енглеске, Џејмс II (кога је збацио с престола Вилијам III 1688), умро је у Француској. Иако се Луј опходио са Вилијамом као са краљем Енглеске, сада је признао сина Џејмса II, Џејмса Франсиса Едварда Стјуарта за краља Енглеске.
Енглеска и Уједињене провинције су већ полако почеле да скупљају војску. Лујев поступак је алармирао енглеску јавност и Вилијаму дао разлог за објаву рата Француској. Принц Еуген Савојски је напао Миланско војводство, једну од шпанских територија у Италији, изазивајући тако француску интервенцију. Енглеска, Уједињене провинције и већина немачких држава (највише Пруска и Хановер) стале су на аустријску страну, али су баварски и келнски изборници Вителбаха, португалски краљ и војвода од Савоје подржали Шпанију и Француску. У Шпанији, кортеси Арагона, Валенсије и Каталоније (углавном краљевства која су припадала Арагонској круни) подржали су надвојводу од Аустрије. Кад је Вилијам 1702. године умро, његова наследница, Ана, одлучно је наставила рат уз помоћ својих верних министара Годолфина и Молбороа.
Петнаестог маја цар, сталешка скупштина Уједињених провинција и енглески парламент су истовремено објавили рат Француској.

## Ране борбе: 1701—1703.
У међувремену је Молборо командујући здруженим енглеским, холандским и немачким снагама у Низоземској заузео неколико важних утврђења од којих је најзначајнији Лијеж. На Рајни је једна царска војска под командом Лудвига Баденског у септембру заузела Ландау, али је отворена опасност по Алзас уласком баварског изборника у рат на француксој страни. Лудвиг Вилхелм Баденски је био приморан да се повуче преко Рајне где је поражен од стране француских трупа под командом Клода Луја Ектора де Вилара код Фридлингена. Енглески адмирал сер Џорџ Рук је извојевао важну победу у заливу Виго где је уништен највећи део шпанске флоте за превоз драгоцености и заплењене су тоне сребра.
Наредне године, иако је Молборо заузео Бон и приморао је кнеза-изборника Келна да оде у егзил ипак нису успели његови покушаји да заузме Антверпен, а и Французи су се успешно борили у Немачкој. Комбинована француско-баварска армија којом су командовали Вилар и Максимилијан II Емануел је потукла царске армије којима су командовали Лудвиг Баденски и Херман Штирум, али изборников страх је спречио марш на Беч што је довело до Виларове оставке. И без Вилара настављени су француски успеси на југу Немачке па су француске војсковође планирале да наредне године заузму аустријску престоницу. До краја 1703. Португал и Савоја су прешли на страну француских противника, што је био тежак ударац за Француску. Енглези су с друге стране променили мишљење и ускратили подршку дофену Филипу. Сматрали су да надвојвода Карло може боље заштити њихове трговачке интересе.

## Врхунац борби 1704—1709.
Луј је наредио својим снагама да прођу кроз Баварску и нападну царску престоницу, Беч. Пошто су главне цареве снаге, због побуне, биле ангажоване у Угарској престоница је била готово без одбране. Вилроа је требало да веже Молбороове снаге за Низоземску док су француске снаге под командом Марсена и Талара заједно са баварском војском продирале у Аустрију.
Молборо је, уз Хајнсијусов пристанак кренуо ка Дунаву. Марсен, Талар и баварски изборник имали су укупно 35.000 пешака и 18.000 коњаника распоређених између Луцингена и Бленхајма на левој обали Дунава.
Дана 13. августа Молборо и Еуген су са 33.000 пешака и 29.000 коњаника потукли Фрранцузе. У Бленхајму је заробљен и сам Талар. Било је 14.000 мртвих на француско-баварској и 12 000 на савезничкој страни. Године 1705. нови цар у Бечу постао је Јозеф I. Тај пораз је натерао Баварску да изађе из рата.
Једна англо-холандска ескадра је 4. августа 1704. освојила Гибралтар а Енглези су освојили и Барселону 9. октобра 1706. године одакле су пружали подршку Карлу VI, аустријском надвојводи.
Вилроа је поражен у Низоземској а Еуген Савојски је отерао Французе из Торина 1706. и из читаве Италије 1707. године. Према Миланском споразуму војводства Милана и Мантове припала су Аустрији. Луј је 1706. савезницима понудио мир. Холанђани су били спремни на преговоре али су цар и Енглези одбили.
Ситуација је постајала све тежа и у самој Француској. Увођени су многобројни порези а становништво је запало у крајњу беду. Чак су уведени порези на крштавања и венчавања али је становништво ове обреде вршило без свештеника иако је такво потомство било незаконито.
У августу 1707. Виктор Амадеус II придружио се Еугену Савојском и енглеској морнарици у опсади Тулона. Француска војска је одбила нападаче али је опустошен велики део Провансе. Године 1708. краљ је окупио војску од 80.000 људи. Овом војском командовао је Вандом. Еуген и Молборо, такође са 80.000 војника сукобили су се с њим код Ауденардеа на реци Шелда 11. јула 1708. године. Французи су потучени. Опседнут је Лил који је освојен али по цену од 15.000 живота.
Француска није само трпела на бојном пољу. Зима 1708/1709. била је најсуровија запамћена, два месеца су реке била залеђене па чак се и море ледило дуж обала.
Луј је 22. маја 1709. послао маркиза од Торсија да тражи мир. Савезници су Француској понудили неприхватљиве услове: да ако Филип не напусти Шпанију за два месеца француска војска помогне његово избацивање. Француски краљ није могао да прихвати овакве услове: „Ако морам да се и даље борим биће то са мојим непријатељима а не против моје деце.“
Подигнута је војска од 90.000 људи којом је командовао маршал Вилар. Он се сукобио са Молбороом у бици код Малплака. У овој бици Молборо је изгубио 22.000 људи а Французи 12.000.
У марту 1710. Луј је поново затражио мир али су и овога пута савезнички захтеви били претешки.

## Завршне борбе: 1710—1714.
Године 1710. савезници су покренули нову офанзиву у Шпанији али нису постигли никакав успех. Једна војска под командом Џејмса Стенхопа је стигла до Мадрида заједно са надвојводом Карлом али је била принуђена да капитулира код Бривега када је стигла помоћна армија из Француске. У међувремену је коалиција почела да слаби. Молбороов политички утицај је опао, након што је престало пријатељство између његове жене и краљице Ане. Краљица је отпустила надвојвоткињу од Молбороа са њених дужности и отерала је са двора. Такође је дошло и до смене међу министрима: ратоборне виговце су заменили мирољубиви торијевци.
Осмог августа краљица је отпустила Годолфина, Молбороову десну руку. Енглеска политика окренула се ка тражењу мира. Јануара 1711. енглеска влада је тајно послала у Париз француског свештеника опата Готјеа. Готје се састао са Торсијем у Версају и упитао га: „Да ли ви желите мир? Долазим са предлогом како да га закључите мимо Холанђана.“ Јозеф I је умро 17. априла 1711. у тридесетдругој години а надвојвода Карло, његов брат, постао је нови цар. Енглеска је схватила да би евентуална победа Хабзбурга била опаснија него победа Француске.
Енглеска влада је сада понудила много повољније услове. Понудила је признавање Филипа V за краља Шпаније и шпанских поседа у Америци под релативно благим условима: гаранције да неће доћи до уједињења француске и шпанске круне, граничне тврђаве које ће штитити Уједињене провинције и Немачку од сваког будућег француског напада, враћање свега што је Француска до сада освојила, признавање протестантизма у Енглеској, демонтирање луке Денкерк, протеривање Џејмса II из Француске, потврда Гибралтара, Њуфаундленда и Хадсоновог залива као енглеских поседа и пребацивање са Француске на Енглеску права на продају робова шпанским поседима.
Уз мање измене Луј је пристао а и Холандија је била спремна да прихвати ове услове као основу за преговоре. Направљени су планови за мировни конгрес у Утрехту. Молборо је отпуштен 31. децембра 1711. а заменио га је Џејмс Батлер, други војвода од Ормонда са налогом да не покреће никакву акцију док не прими даља упутства.
Еуген Савојски сматрао је да је отпочињање преговора издаја савезничких обавеза и наставио је борбе. Ормонд је 16. јула добио наређење да се повуче у Денкерк јер су Енглеска и Француска потписале примирје.
Еуген је под командом имао 130.000 људи а Вилар 90.000. Дана 24. јула Вилар је изненада напао и разбио одред од 12 000 Холанђана код Денена па се Еуген повукао преко реке Шелте. Вилар осваја Ле Кеноа, Бушен и Дуе. Ове, једине победе на северном фронту заједно са успесима Вандома у Шпанији дале су нове аргументе француским преговарачима у Утрехту.
После 11 месеци протокола 11. априла 1713. потписан је Мир у Утрехту. Британија је добила све што јој је обећано у прелиминарним преговорима. Холанђани су Француској вратили Лил, Ер и Бетин. Ница је враћена војводи од Савоје. Еуген је најзад пристао да се састане са Виларом како би разрадили мировне услове.
Споразум у Раштату склопљен је 6. марта 1714. године. По њему је Француска задржала Алзас и Стразбур али је царству вратила све територије које је Француска заузела на десној обали Рајне а и признала је аустријску власт над на некада шпанским поседима у Белгији и Италији.
Овим мировним уговорима одређене су границе у Западној Европи и успостављена је равнотежа између Хабзбурга и Бурбона.

## Последице рата
Аустрија је добила рат на европском копну а Енглеска на свим другим пољима. Аустрија је са новим поседима постала најјача сила Европе док је Енглеска господарила трговачким путевима. Поред Гибралтара, Порт Махона и Менорке, контролисала је и западно Средоземље.
Губитници су били Француска и Холандија. Уједињене провинције су добиле нове поседе на континенту али им је поморски престиж уздрман. Француска је сачувала Бурбона на шпанском трону али је то високо платила :изгубила је поморску моћ и привремено доживела колапс привреде.
Дугорочно посматрано главна последица рата је било јачање национализма. Нације су памтиле губитке: Немачка двоструко пустошење Палатината, Шпанија губитак Гибралтара, Француска велике војне жртве. Чекао се тренутак за освету.
Али, као и после сваког великог рата јављали су се гласови пацифизма. Шарл Кастел, опат из Сан Пјера, објавио је Projet ... pour reudre la paix perpetuelle (1713) план за очување успостављеног мира где предлаже удруживање европских нација у лигу са сталним конгресом представника и сенатом за арбитражу, здруженим војним снагама за смиривање бунтовних држава и драстично смањење националних оружаних снага као и заједничку европску монету.